# Fonon

Fononul este o excitație colectivă într-un aranjament periodic și elastic de atomi și molecule din materia condensată, cum sunt solidele și lichidele. Deseori referit ca o cvasiparticulă, reprezintă o stare excitată din cuantificarea (mecanica cuantică) modurilor de vibrație a structurilor elastice ale particulelor care interacționează. Fononul joaca un rol important în multe dintre proprietățile fizice ale materiei condensate, cum sunt conductivitatea termică și electrică. Studiul fononilor este un studiu important din cadrul fizicii materiei condensate. Conceptul de fonon a fost folosit prima oară în 1932 de fizicianul rus Igor Tamm. Numele „fonon” a fost sugerat de Yakov Frenkel.
Cuvântul fonon provine din cuvântul grec φωνή (phonē), care are sensul de sunet sau voce, deoarece fononii cu lungimi de undă mari dau naștere sunetului, iar cei cu lungimi de undă mici, dar cu frecvența mare dau naștere căldurii. Fononul mai poate fi interpretat și ca fiind o descriere din cadrul mecanicii cuantice a unei mișcări vibratorii elementare în care structuri (sau latici) de atomi și molecule oscilează uniform la o singură frecvență. În mecanica clasică aceasta este interpretată ca fiind un mod normal.